# Sanma no Aji
Sanma no Aji (秋刀魚の味,, Sanma no Aji, "O Gosto de Sanma") (Brasil: A Rotina Tem Seu Encanto/Portugal: O Gosto do Saké) é um filme de drama japonês de 1962 dirigido por Yasujirō Ozu para a Shochiku Films. É estrelado pelo principal colaborador de Ozu, Chishū Ryū, no papel de patriarca da família Hirayama, que eventualmente percebe que tem o dever de arranjar um casamento para sua filha Michiko (Shima Iwashita). Esse foi o último filme que Ozu fez em vida, já que ele morreu no ano seguinte, no dia que completou 60 anos.
Até os dias de hoje, Sanma no Aji é considerado por muitos críticos do cinema como uma das melhores obras-primas feitas por Ozu. 

## Sinopse
Ambientado em Tóquio, no ano de 1962, Shūhei Hirayama (Chishū Ryū) é um idoso e viúvo que tem 3 filhos: Kōichi (Keiji Sada), um homem casado com 32 anos, Michiko (Shima Iwashita) de 24 anos, e Kazuo (Shin'ichiro Mikami) de 21 anos, sendo estes dois últimos ainda solteiros e que moram com o pai. A idade de seus filhos e o que eles lembram sobre sua mãe sugerem que ela morreu pouco antes do fim da Segunda Guerra Mundial, talvez no bombardeio de Tóquio entre os anos de 1944-45. Desde que se casou com sua esposa, Kōichi mudou-se com ela a um pequeno apartamento, deixando Hirayama e Kazuo sob os cuidados de Michiko.

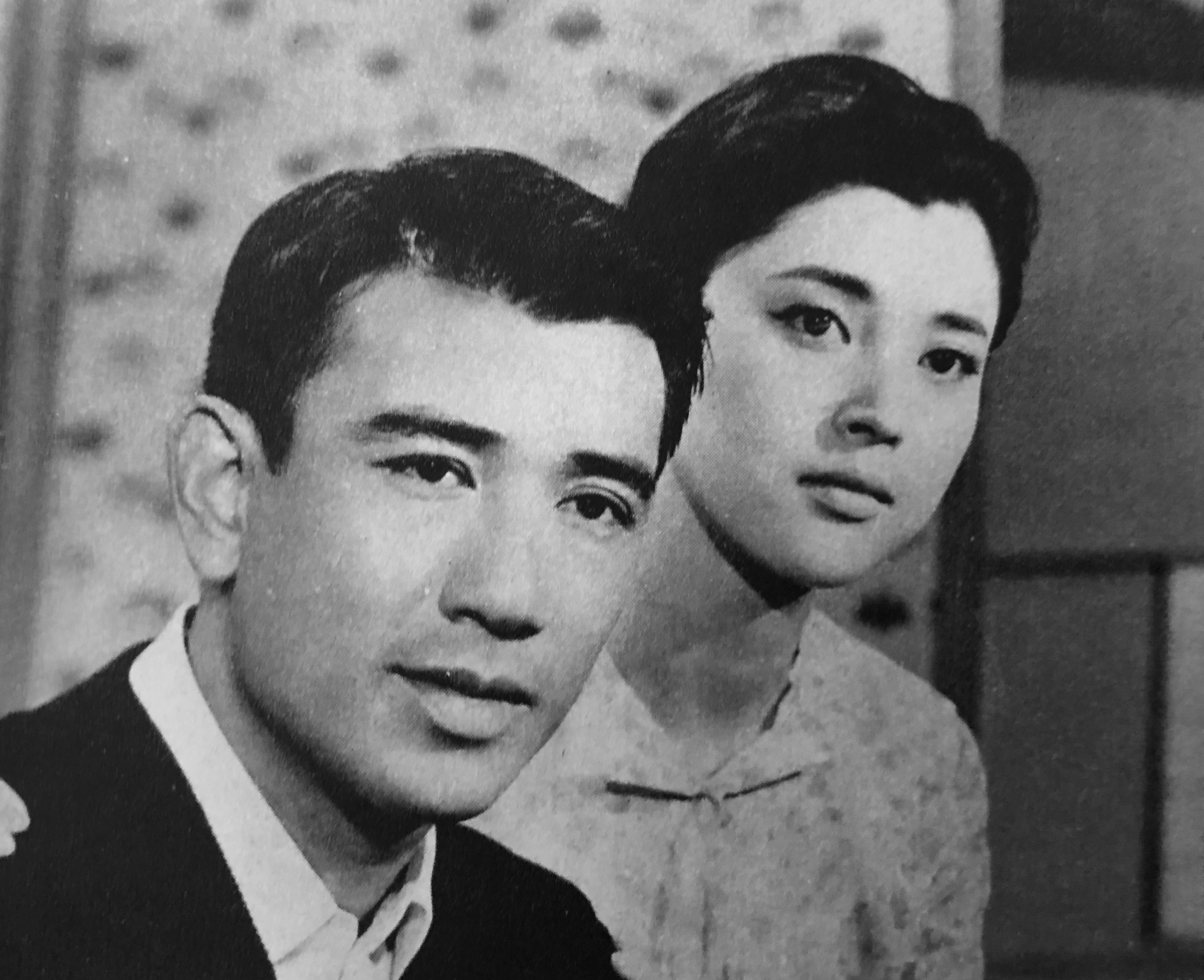
Cena do filme com o casal Kōichi (Keiji Sada) e Akiko (Mariko Okada)

Hirayama e cinco de seus colegas do ensino médio, Kawai (Nobuo Nakamura), Horie (Ryuji Kita), Sugai (Tsūzai Sugawara), Watanabe (Masao Oda) e Nakanishi, realizam encontros regulares em um restaurante chamado Wakamatsu ("Pinheiro Novo"), que é propriedade de Sugai. Eles relembram os velhos tempos e brincam entre si. Por exemplo, Horie é provocado por ter uma nova esposa jovem e questionado se ele anda tomando comprimidos para manter sua virilidade.
Seu antigo professor de literatura chinesa, Sakuma (Eijirō Tōno), apelidado de Hyōtan ("o Cabaça"), comparece a um desses encontros. Com uma das falas do professor, é possível concluir que Hirayama foi para a Academia Naval Imperial Japonesa, tendo uma carreira de oficial naval até 1945. Sakuma bebe demais e, quando Kawai e Hirayama o levam para casa, descobrem que ele passou por tempos difíceis e dirige um restaurante de macarrão barato em uma área que predomina a classe trabalhadora. Eles conhecem sua filha de meia-idade, Tomoko (Haruko Sugimura), que perdeu a chance de se casar jovem e agora está velha demais para isso.
Os ex-alunos de Sakuma decidem ajudá-lo com um presente em dinheiro, e Hirayama volta ao restaurante para entregar a surpresa ao professor. Enquanto ele está lá, Yoshitarō Sakamoto (Daisuke Katō), dono de uma pequena oficina mecânica local, chega para comer uma tigela de macarrão e reconhece Hirayama como o capitão do navio em que serviu como suboficial durante a guerra. Ele leva Hirayama ao seu bar favorito. Hirayama percebe que Kaoru (Kyōko Kishida), a dona do bar, se parece com sua esposa falecida. Kaoru põe para tocar a música "Marcha do Navio de Guerra" (軍艦行進曲, Gunkan kōshinkyoku) e Sakamoto marcha para cima e para baixo, fazendo uma saudação e cantando palavras sem sentido no ritmo da música, em uma versão zombeteira de exercício militar. Mais tarde, Hirayama visita o bar sozinho e Kaoru coloca o disco novamente. Dois clientes embriagados começam a parodiar o anúncio da propaganda de rádio de aumento do moral na guerra, que teria sido introduzida por essa música.
Kōichi pede emprestado 50.000 ienes de seu pai, aparentemente para comprar uma geladeira,  sendo esse um valor acima do preço real do aparelho. Ele planeja usar o dinheiro extra para comprar um conjunto de tacos de golfe usados de seu colega Miura (Teruo Yoshida). Sua esposa Akiko (Mariko Okada) não concorda com sua ideia, e diz que se ele for se dar a esse luxo, que ela também gastará dinheiro com uma bolsa cara de couro branco. Eventualmente, tendo defendido seu ponto de vista, ela acaba por ceder.
O "Cabaça" diz aos seus ex-alunos que o motivo dele egoisticamente manter a filha em casa, foi para cuidar dele, e que, pelo tempo gasto cuidando dele, ela agora está condenada a uma vida solitária como solteirona. Preocupado com isso, Hirayama reconhece seu próprio egoísmo em manter Michiko em casa para cuidar dele e decide arranjar um casamento para ela. Ele pede a Kōichi para descobrir se Miura, de quem Michiko gosta, está interessado em casar-se. Infelizmente, Miura já está noivo de outra mulher. Kōichi e Hirayama dão a notícia a Michiko. Michiko não reage, mas vai para seu quarto. Hirayama e Kōichi concluem que ela não está chateada, mas pouco tempo depois Kazuo encontra Michiko chorando e pergunta o motivo. Hirayama mais tarde questiona Michiko se ela está disposta a em uma casamenteira, com um pretendente escolhido por Kawai. Michiko concorda.

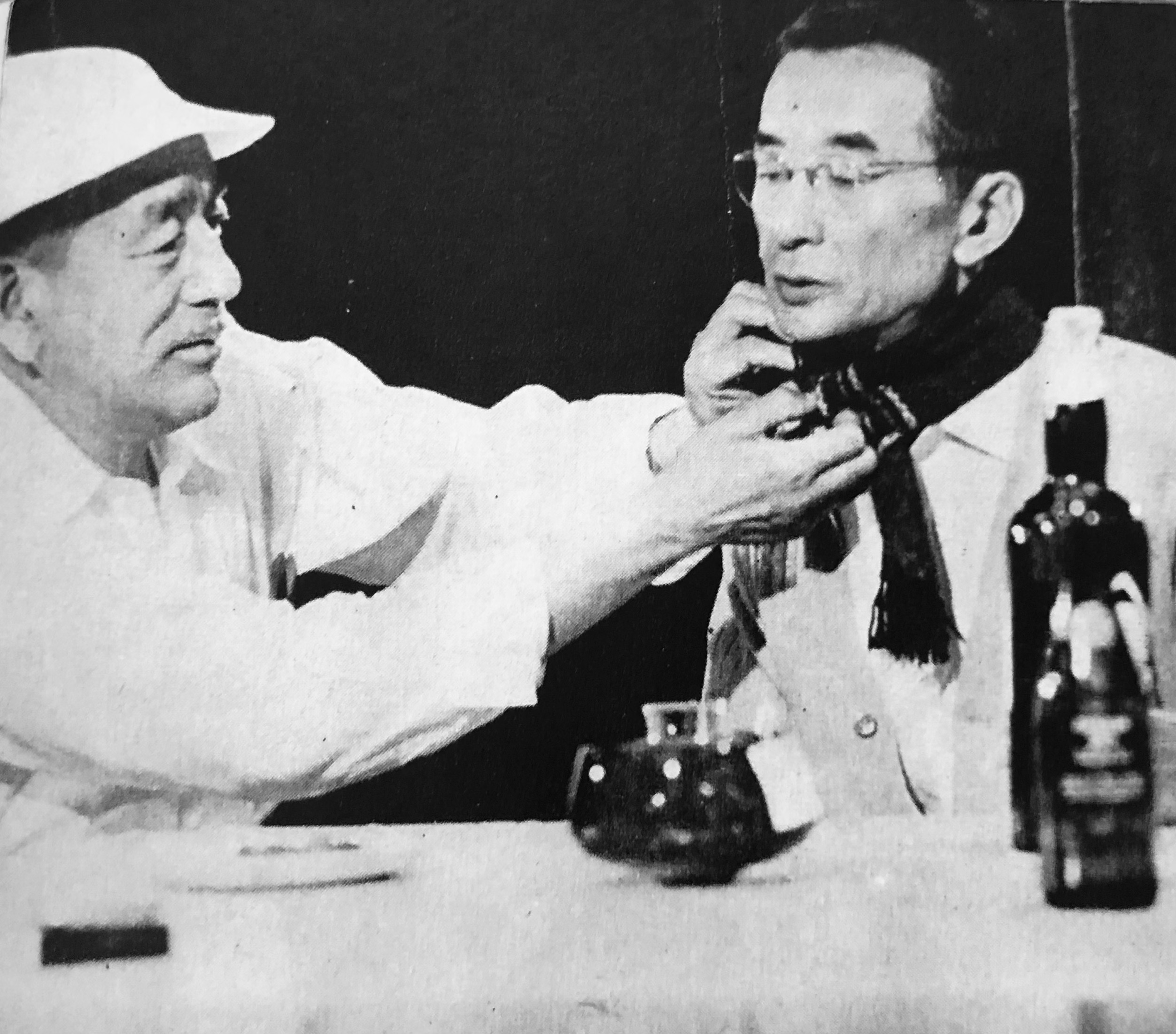
Yasujiro Ozu (esquerda) arrumando cachecol do ator Nobuo Nakamura, que, no filme, encontra um pretende a protagonista Michiko

Em uma das elipses do filme, ele segue nos mostrando Michiko vestida com um quimono de casamento tradicional com touca. Ela concordou claramente em se casar, mas o noivo e a cerimônia de casamento nunca são mostrados. Após o casamento, Hirayama vai a um bar com seus amigos, enquanto Kōichi, Akiko e Kazuo esperam por ele em casa. Quando ele retorna bêbado, Kōichi e Akiko vão embora e Kazuo vai para a cama, deixando Hirayama sozinho.
Na cena final, um Hirayama melancólico canta bêbado trechos da Marcha do Navio de Guerra. Suas últimas palavras no filme foram "Sozinho, eh?".

## Elenco
- Chishū Ryū como Shūhei Hirayama
- Shima Iwashita como Michiko Hirayama
- Keiji Sada como Kōichi Hirayama
- Mariko Okada como Akiko Hirayama
- Teruo Yoshida como Yutaka Miura
- Noriko Maki como Fusako Taguchi
- Shin'ichiro Mikami como Kazuo Hirayama
- Nobuo Nakamura como Shuzo Kawai
- Kuniko Miyake como Nobuko Kawai, esposa de Shuzo
- Eijirō Tōno como Seitarō Sakuma, "O Cabaça"
- Haruko Sugimura como Tomoko Sakuma, filha de Seitarō
- Kyōko Kishida como Kaoru, proprietária de bar
- Ryuuji Kita como Shin Horie
- Michiyo Kan como Tamako, segunda esposa de Nobuko
- Daisuke Katō como Yoshitarō Sakamoto
- Tsûsai Sugawara como Sugai
- Masao Oda como Watanabe
- Toyo Takahashi como uma garçonete em "Wakamatsu"
- Shinobu Asaji como Yōko Sasaki, secretária de Shūhei
- Matsuko Shiga como uma mulher no apartamento de Kōichi e Akiko
- Fujio Suga como primeiro cliente embriagado no bar
- Zen'ichi Inagawa como segundo cliente embriagado no bar

## Lançamento

### Mídia doméstica
A Criterion Collection lançou o filme nos EUA nos formatos DVD em 2008 e Blu-ray em 2014. 
Em 2011, o BFI lançou uma edição do filme em formato Blu-ray + DVD. Também foi incluído nesse lançamento uma apresentação de outro filme dirigido por Ozu, Kaze no naka no mendori.
Foi exibido como parte da seção Clássicos de Cannes no Festival de Cannes de 2013. 

## Recepção
Sanma no Aji é amplamente considerado uma obra-prima por muitos críticos. O crítico de cinema Roger Ebert colocou o filme em sua coleção de "Grandes Filmes", escrevendo: "De vez em quando volto para Ozu sentindo a necessidade de ser acalmado e restaurado. Ele é um homem com uma profunda compreensão da natureza humana, sobre a qual não faz declarações dramáticas. Estamos aqui, esperamos ser felizes, queremos estar bem, estamos presos na nossa solidão, a vida continua."  No Rotten Tomatoes, o filme tem uma avaliação média de 95% com base em 22 críticas, com uma classificação no entorno de 8,8/10. 